# Nancheng (köping i Kina, Shandong, lat 36,92, long 116,01)
Nancheng (kinesiska: 南城镇, 南城) är en köping i Kina. Den ligger i provinsen Shandong, i den östra delen av landet, omkring 93 kilometer väster om provinshuvudstaden Jinan. Antalet invånare är 39 507. Befolkningen består av 19 508 kvinnor och 19 999 män. Barn under 15 år utgör 17,0 %, vuxna 15-64 år 72 %, och äldre över 65 år 9,0 %.
Genomsnittlig årsnederbörd är 800 millimeter. Den regnigaste månaden är juli, med i genomsnitt 287 mm nederbörd, och den torraste är januari, med 5 mm nederbörd.